# Invisible Sun
Invisible Sun is een nummer van de Britse rockband The Police uit 1982. Het is de derde single van hun vierde studioalbum Ghost in the Machine.

## Achtergrondinformatie
Het nummer wijkt af van de Police-nummers ervoor; "Invisible Sun" bevat een donkere, herhalende synthesizerbeat en krachtige, beklijvende teksten. Sting schreef het nummer in Ierland, waar hij destijds woonde. "Het was tijdens de hongerstakingen in Belfast. Ik wilde daarover schrijven, maar ik wilde wat licht aan het einde van de tunnel laten zien. Ik denk wel dat er een ‘onzichtbare zon’ moet zijn. Je kan hem niet altijd zien, maar er moet iets zijn dat licht uitstraalt in ons leven", aldus Sting. 
De tekst van het nummer komt voort uit de vraag van Sting hoe mensen in verarmde en/of door oorlog verscheurde landen, de wil vinden om verder te gaan met het leven. Ondanks de donkere muziek draagt het nummer een opbeurende en optimistische boodschap uit. Het nummer was ook zeer persoonlijk voor drummer Stewart Copeland, wiens geboorteplaats Beiroet zwaar werd gebombardeerd tijdens de Libanese Burgeroorlog, die voortduurde tijdens de opnames van het nummer.
"Invisible Sun" werd een grote hit op de Britse eilanden, met een 2e positie in het Verenigd Koninkrijk. In Nederland had het nummer met een 2e positie in de Tipparade minder succes.